# Briarres-sur-Essonne
Briarres-sur-Essonne – miejscowość i gmina we Francji, w Regionie Centralnym, w departamencie Loiret.
Według danych na rok 1990 gminę zamieszkiwało 491 osób, a gęstość zaludnienia wynosiła 60 osób/km² (wśród 1842 gmin Regionu Centralnego Briarres-sur-Essonne plasuje się na 689. miejscu pod względem liczby ludności, natomiast pod względem powierzchni na miejscu 1234.).